# 学校で教えない教科書シリーズ
学校で教えない教科書シリーズ（がっこうでおしえないきょうかしょシリーズ）は、日本文芸社が発刊しているシリーズ。2010年1月現在で97冊が発刊されている。

## 概要
サイエンス、歴史、政治・経済・社会、文学、思想・哲学・宗教、娯楽・趣味、心理学、数学の8種類のジャンルに分類される。ページ構成は左ページに文、右ページに図の場合は表紙の帯の位置が左に来る。左ページに図、右ページに文の場合は表紙の帯の位置が右に来る。